# Peugeot 207
La Peugeot 207 è un'autovettura di tipo utilitaria prodotta dalla casa automobilistica francese Peugeot dal 2006 al 2016.

## Storia e profilo

### Genesi del modello
Il progetto che avrebbe portato alla realizzazione della 207 venne avviato già nel 2002: il responsabile del design era Vincent Devos.
I primi disegni relativi al modello destinato in un primo tempo a sostituire la Peugeot 206 (anche se in seguito non sarebbe andata esattamente così) vennero resi noti alla stampa nell'inverno del 2003 e pubblicati a febbraio. Già si intravedevano in questi disegni alcune di quelle che sarebbero state le caratteristiche estetiche principali della nuova vettura, ma si era ancora ben lontani dal modello definitivo. Ancora, la grande "bocca" frontale che avrebbe caratterizzato la vettura definitiva non era ben sviluppata, così come sarebbero stati da rivedere i gruppi ottici anteriori, dal design ancora poco incisivo ed ancora da migliorare era la linea della coda. Simile a quello della 207 definitiva era per esempio il taglio dei gruppi ottici posteriori, che comunque sarebbero stati anch'essi ritoccati.
Nel 2004 cominciarono a circolare i primi prototipi per i vari test. Nel marzo del 2005, invece, quando il progetto era in una fase più avanzata, vennero pubblicate delle immagini che ritraevano una vettura simile nell'aspetto alla 206, specie nella vista laterale, ma più grande come dimensioni, secondo una delle specifiche dettate dai vertici PSA prima dell'avvio del progetto. In queste immagini, la "bocca" della vettura era decisamente più sviluppata e più simile a quella definitiva, mentre posteriormente i gruppi ottici erano praticamente quelli definitivi. Dalla casa francese vennero inoltre rivelate le prime indiscrezioni riguardanti le motorizzazioni, alcune delle quali sarebbero state progettate e realizzate in collaborazione con la BMW. Dalle immagini, inoltre, si vedevano alcuni particolari stilistici che avrebbero caratterizzato la vettura finale, come per esempio gli indicatori di direzione laterali posti alla base dei montanti degli specchietti esterni.
Nel corso dello stesso anno, si arrivò alla vettura definitiva, mentre durante lo stesso periodo traspariva molto più incertezza riguardo alla presentazione: dapprima si ipotizzava la presentazione a Ginevra nel marzo del 2006, mentre poi si pensò ad anticiparla al Salone dell'automobile di Francoforte nel settembre del 2005. Alla fine si preferì optare per la kermesse ginevrina, ma persino la stampa specializzata, ancora alla fine del 2005, non aveva delle foto ufficiali della nuova vettura, tanto che vennero pubblicate delle immagini ricostruite al computer, che mostravano comunque una 207 pressoché definitiva, anche se con qualche lieve differenza.

### Debutto
La stampa specializzata poté diffondere le immagini ufficiali della nuova vettura solo dopo la presentazione alla stampa, avvenuta il 12 gennaio 2006. La presentazione al pubblico, invece, avvenne nella cornice di Ginevra, come già accennato. Dopo un progetto durato quattro anni e per il quale vennero stanziati oltre un miliardo di euro, la nuova 207 andò ad affiancare la 206, rimasta a listino immutata fino al 2009, quando è stata rilanciata come 206 Plus con un nuovo frontale. Perciò non si può dire che la 207 avrebbe sostituito in tutto e per tutto il precedente modello. Al momento del lancio, la 207 era disponibile solamente in versione berlina, a tre e cinque porte.

### Estetica ed interni

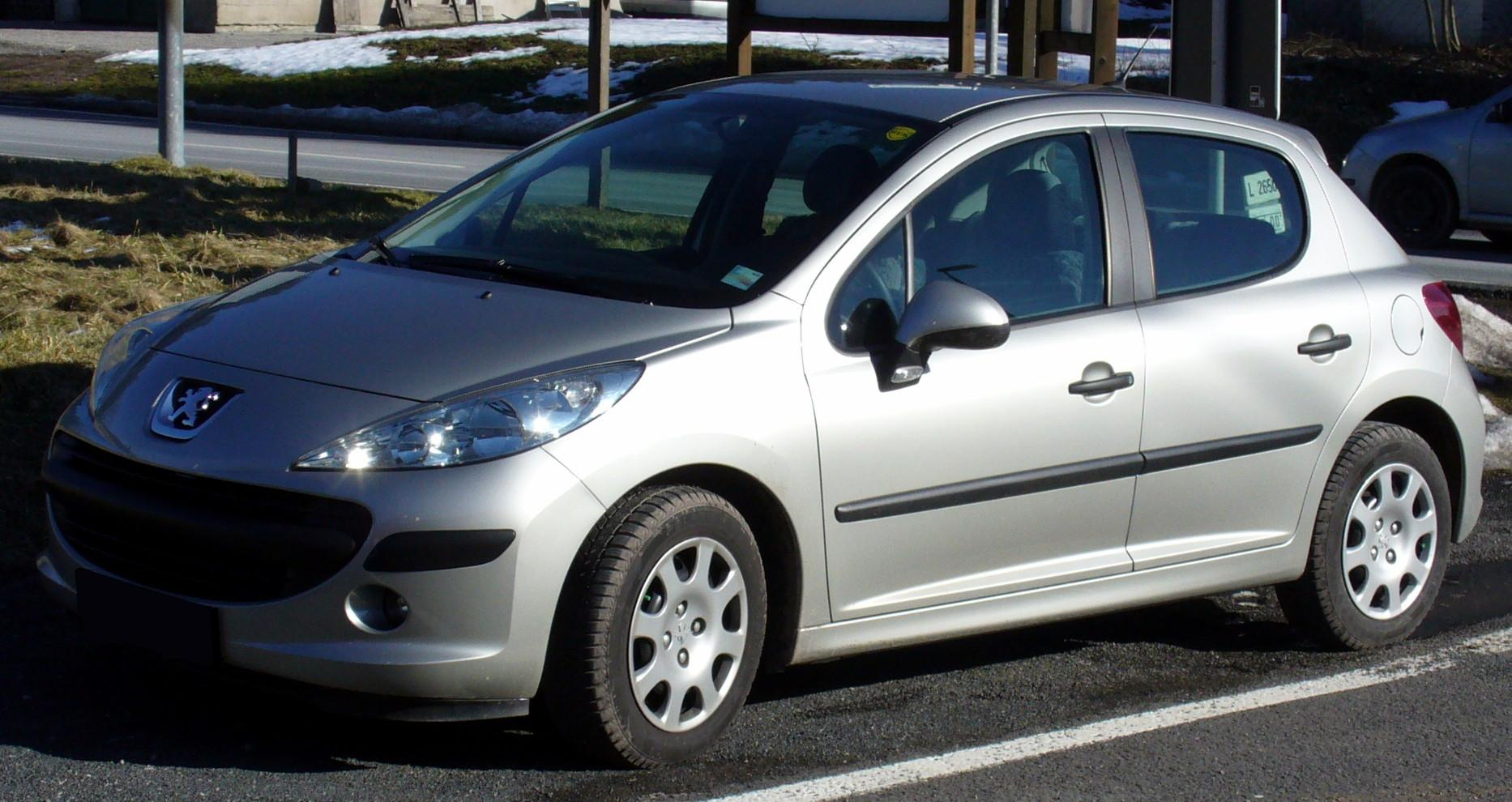
Una 207 berlina 5 porte

Tra il 2005 ed il 2006 si è avuta una sensibile crescita delle dimensioni di alcune tra le principali utilitarie presente sul mercato europeo. L'ingresso sul mercato della Grande Punto e della terza generazione della Renault Clio è coincisa con l'aumento degli ingombri di queste ultime, che hanno raggiunto e superato (anche se di poco) i 4 metri di lunghezza, il tutto in nome dell'abitabilità interna. Per contrastare il successo di Grande Punto e Clio, anche la Peugeot si adeguò alle nuove tendenze e propose un corpo vettura molto più grande, sviluppato su un pianale dal generoso interasse di 2.54 m.
Il frontale era molto aggressivo e caratterizzato dai lunghi ed affilati gruppi ottici che si protendevano all'indietro fino a pochi centimetri dalla base del parabrezza. La caratteristica "bocca" frontale, poi, era differente a seconda dell’allestimento,che si poteva scegliere,sia che la vettura fosse a tre o a cinque porte. Nel primo caso era più grande e dotata di una grigliatura più aggressiva, nella versione più sportiva,dall’allestimento XS era meno ostentata, leggermente più piccola (ma sempre ben evidente). In entrambi i casi erano presenti i fendinebbia (non previsti nelle versioni di base), ma sistemati diversamente.
Le differenze fra tre e cinque porte erano visibili anche nella vista laterale, e specialmente nella zona posteriore, dove diverso era il disegno dei finestrini posteriori, più arrotondati per la tre porte e tendenti al quadrangolare per la cinque porte.
La coda era caratterizzata dai montanti piuttosto inclinati che donavano dinamicità alla vista d'insieme, mentre completamente nuovi erano i gruppi ottici posteriori ai lati di un portellone più bombato.

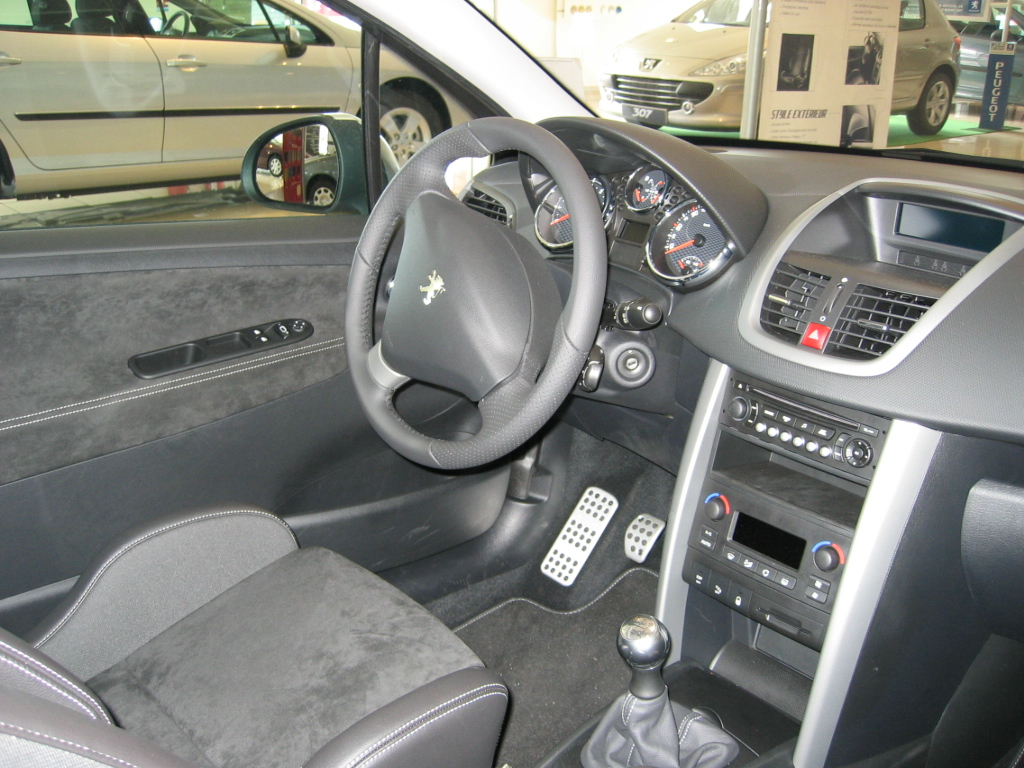
Interni di una Peugeot 207

Alcune soluzioni inedite riguardavano il nuovo disegno della plancia e della consolle centrale. Più sportivi i sedili e leggermente più avvolgenti. Il bagagliaio, che normalmente dispone di 275 litri di capacità, può essere ampliato abbattendo lo schienale posteriore, così da poter contare su 923 litri.

### Dotazioni e sicurezza
La 207, fin dal suo debutto comprendeva doppio airbag, airbag laterali, poggiatesta posteriori e fari anteriori direzionali, tali soluzioni hanno permesso alla 207 di ottenere 5 stelle EuroNCAP. La dotazione delle versioni di livello superiore comprendeva anche gli airbag per la testa ed i fendinebbia, mentre quelle al top potevano contare anche sul dispositivo ESP e sul controllo di trazione.

### Struttura, meccanica e motorizzazioni
I risultati ottenuti sul versante sicurezza erano evidenti anche nella scocca, decisamente più evoluta rispetto a quella della 206, e che poteva garantire un livello più elevato di protezione agli occupanti. Le carreggiate più larghe, doverose anche a causa delle maggiori dimensioni del corpo vettura, garantivano una miglior tenuta di strada. L'avantreno della 207 seguiva il tradizionale schema pseudo MacPherson, mentre il retrotreno era invece nuovo, a ruote interconnesse con assale torcente ed ammortizzatore separato dalla molla.
L'impianto frenante era a dischi su tutte le ruote sulle versioni che montavano un motore con più di 90 cavalli, mentre le altre avevano dei tamburi al posteriore, con sistema antibloccaggio e ripartitore di frenata di serie su tutte le versioni; lo sterzo, messo minuziosamente a punto dai tecnici Peugeot, era a servoassistenza elettrica.
Le motorizzazioni previste per il debutto della 207 erano cinque, due a benzina e tre a gasolio:
- 1.4 16v: motore ET3 da 1360 cm³ ed 88 CV di potenza massima (denominato anche KFU / ET3J4);
- 1.6 16v: motore TU5 da 1587 cm³ e 109 CV di potenza massima;
- 1.4 HDi: motore diesel common rail DV4 da 1398 cm³ e 68 CV di potenza massima;
- 1.6 HDi: motore diesel common rail DV6 da 1560 cm³ e 90 CV di potenza massima;
- 1.6 HDi: motore diesel common rail DV6 da 1560 cm³, 109 CV di potenza massima e filtro antiparticolato.

Tutti i motori erano accoppiati ad un cambio manuale a 5 marce.

### Evoluzione

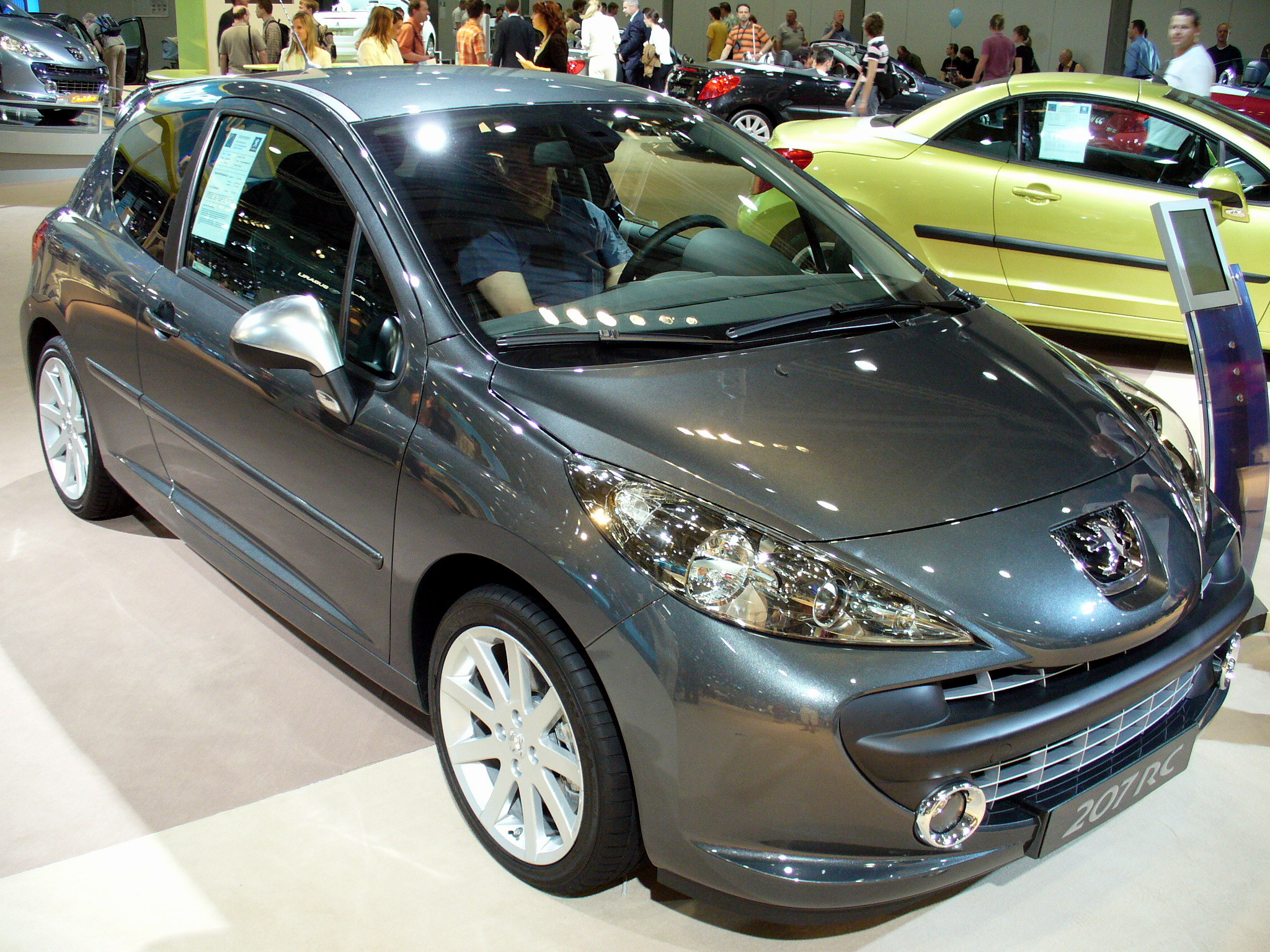
Una berlina in versione RC (GTi in Italia)

La commercializzazione della 207 venne avviata nel 2006, poco dopo la commercializzazione la gamma si estese verso il basso con l'arrivo della 207 1.4 dotata del 1.4 monoalbero da 73 CV. Alla fine dello stesso anno, invece, vi fu l'arrivo di una versione più spinta, vale a dire la 207 1.6 16v THP Féline, che inaugurò per la prima volta su una Peugeot il nuovo motore Prince da 1.6 litri progettato e sviluppato in collaborazione con BMW e dotato di sovralimentazione mediante turbocompressore. Con una potenza massima di 150 CV, la 207 THP occupò provvisoriamente la posizione di top di gamma. Sempre alla fine del 2006, la 207 venne insignita del premio di Auto Europa 2007.
Il 2007 sancì il debutto della 207 SW, versione giardinetta della 207 proposta anche in versione simil-SUV denominata 207 Outdoor, e la 207 CC, con tetto retrattile in metallo, modello che andò a sostituire la corrispondente versione CC basata sulla 206. Inoltre, vi furono importanti aggiornamenti alla gamma: i due bialbero aspirati a benzina da 1.4 e 1.6 litri, ancora appartenenti alla famiglia TU, vennero rispettivamente sostituiti dal 1.4 e dal 1.6 della famiglia Prince. Il primo erogava 95 CV, mentre il secondo arrivava a 120 CV. Inoltre, vi fu il debutto della vera e propria versione top di gamma, ossia la 207 1.6 16v GTI, equipaggiata con lo stesso motore della THP, ma portato a 174 CV di potenza massima. In altri Paesi questo modello era commercializzato come 207 RC. La GTi era inoltre caratterizzata dagli spoiler anteriori e posteriori più pronunciati, doppio tubo di scarico e spoiler sul lunotto, il tutto per conferirle un aspetto più aggressivo e dinamico.
Nel 2008, il 1.4 bialbero ET3 da 88 CV della famiglia TU, tolto dalla gamma l'anno precedente, venne reintrodotto per equipaggiare la versione con cambio automatico, esordiente proprio nel 2008 e denominata 207 2Tronic. Inoltre venne introdotta anche la versione a GPL, mossa da una versione bi-fuel del 1.4 TU3 di base da 73 CV. Invece, venne tolta di produzione la versione THP da 150 CV. Per quanto riguardava gli allestimenti, comparve il nuovo livello Energie Sport.

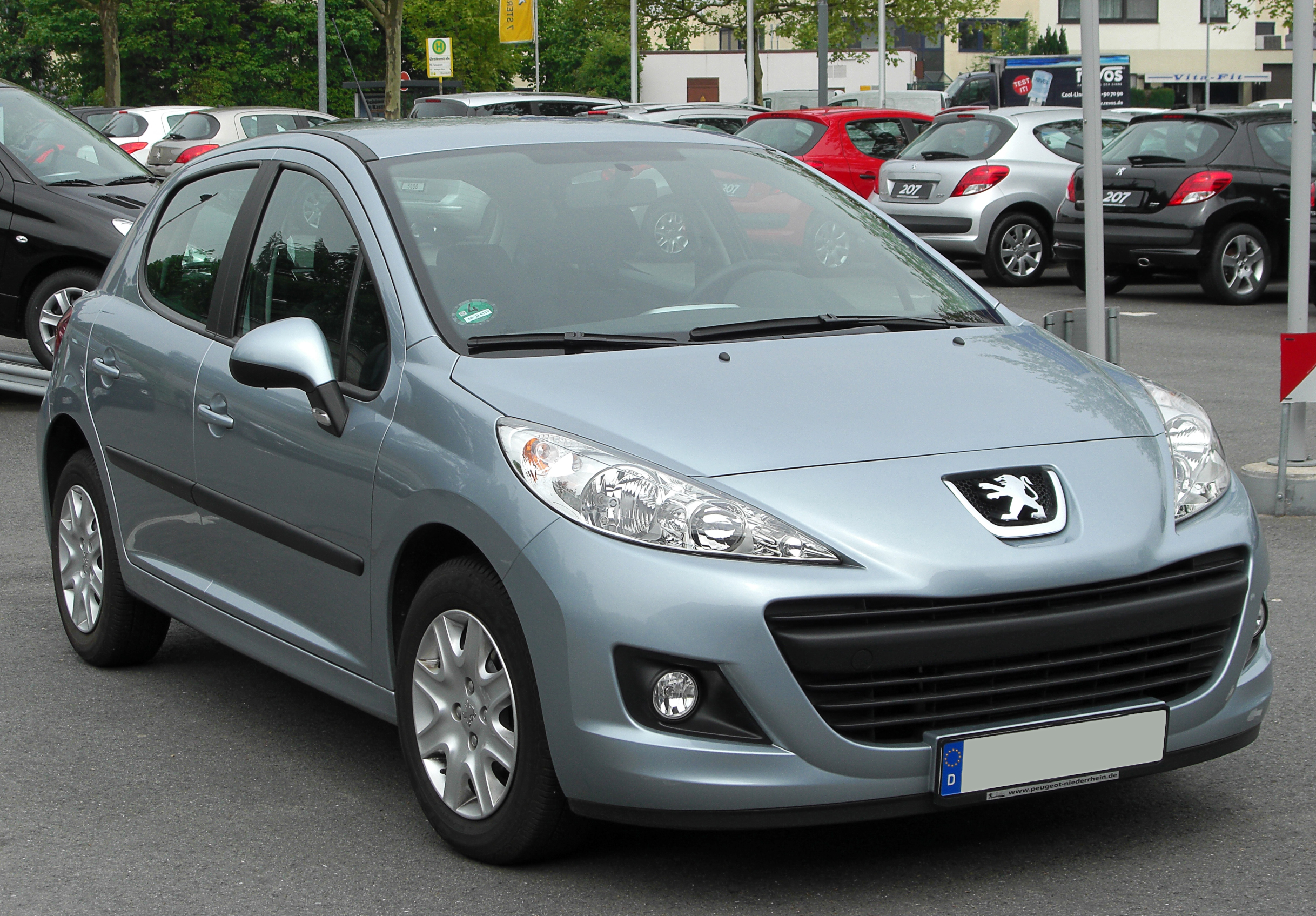
Una 207 dopo il restyling del giugno 2009

Nel giugno del 2009 vi fu il restyling: venne rivisitato il paraurti anteriore con i nuovi alloggiamenti per i fendinebbia, dal disegno simile a quelli previsti sulla più grande 308. A differenza del modello pre-restyling, tutte le versioni presentano lo stesso frontale. Posteriormente, invece, i nuovi gruppi ottici presentavano plastiche con inserto di color bianco riservato alla retromarcia e agli indicatore di direzione, ma soprattutto introducevano la tecnologia a LED per la prima volta su una Peugeot di tale segmento che equipaggiavano i fari di posizione. Sempre al retrotreno è stato introdotto inoltre un paraurti leggermente diverso. Furono proposti anche nuovi cerchi in lega di inedito disegno, mentre internamente vennero introdotti nuovi rivestimenti e materiali, nonché una rivisitazione dei comandi del clima. Dal punto di vista dei motori, vi è stato l'esordio di un nuovo 1.6 HDi dai ridotti consumi ed emissioni (dati dichiarati: fino a 3.8 litri/100 km e 99 grammi di CO2) grazie ad alcuni accorgimenti tecnici e all'utilizzo di pneumatici a bassa resistenza al rotolamento. Questo motore rispondeva alla normativa Euro 5, ma in occasione del restyling anche altri motori si sono adeguati a tale direttiva, vale a dire lo storico 1.4 monoalbero da 73 CV ed il 1.6 Prince aspirato da 120 CV. All'inizio del 2010, la 207 GTI è stata tolta di produzione, e dopo pochissimi mesi è stata introdotta la nuova versione THP con motore Prince turbo da 156 CV. Nello stesso periodo il 1.6 HDi da 90 CV (quello da 99 grammi di CO2) è stato affiancato da una versione leggermente più potente della famiglia DVC6, della potenza di 92 CV e aggiornato alle normative antinquinamento Euro V. Invece, il 1.6 HDi da 109 CV è stato portato a 112 CV.

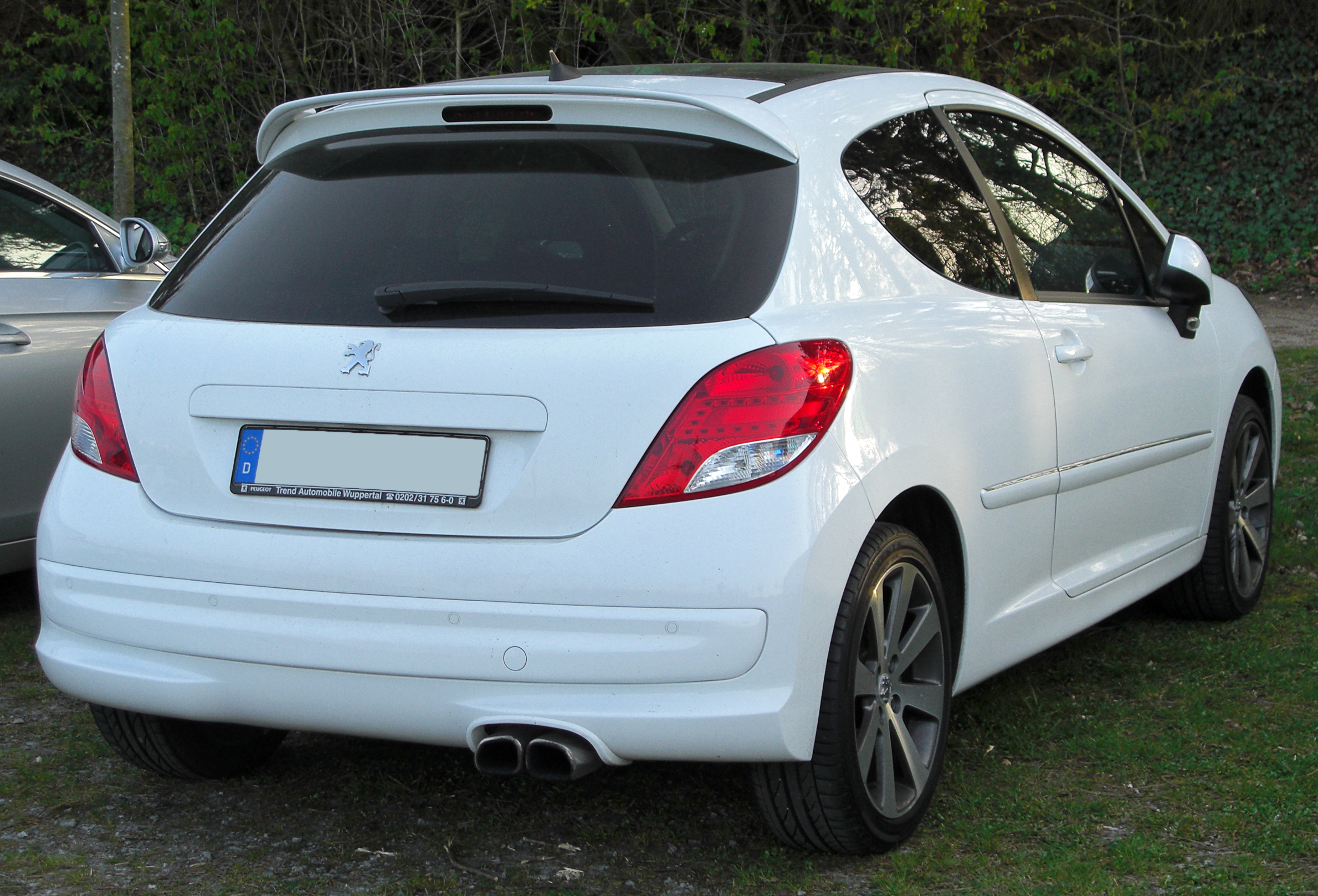
Posteriore di una Peugeot 207 RC (GTi in Italia) Restyling 2009; notare i nuovi fanali a led e il paraurti dall'inedito disegno

Nella primavera del 2012, l'arrivo della 208 ha significato la fine della 207, almeno in versione berlina, la quale ha cominciato a scomparire progressivamente dai listini di vari Paesi. In Italia la 207 berlina è uscita di listino nel luglio 2012, ma le altre versioni sono rimaste a listino. Ciò non significò tuttavia la fine per la 207 in versione standard, poiché la vettura è stata riproposta all'inizio del 2013 come 207 Plus, analogamente a quanto era stato fatto alcuni anni prima con la 206 Plus. Quest'ultima, tra l'altro, sparirà dai listini proprio con l'avvento della 207 Plus.

### La 207 Plus
La 207 Plus è nata nel 2013 come erede della 206 Plus, auto la quale terminerà la produzione a dicembre 2012 e la commercializzazione perfino a metà 2013. Rispetto ad essa le differenze sono notevoli. Infatti, va ricordato che alla 206 era toccato nel 2009 un restyling marcato e comprensivo di frontale ridisegnato, così come alcune parti del posteriore e buona parte degli interni, il tutto accompagnato da una nuova gamma motori. Diversamente accadde per la 207+: non è stata ritoccata né agli esterni, né agli interni. Revisionata la gamma allestimenti, con due nuovi livelli: Plus e Plus GPL. Inizialmente resa disponibile in una motorizzazione solamente, costituita dal 1.4 bi-fuel benzina/GPL da 73 CV e come berlina a 3 o a 5 porte. Solo a partire da marzo la gamma si allarga con la riproposizione del 1.4 a benzina e del 1.4 HDi common rail.
Già nel 2014 la 207 Plus scompare da alcuni listini, come ad esempio quello italiano, ma resiste ancora presso alcuni altri mercati, come quello francese, dove però viene proposta in un'unica motorizzazione, vale a dire il 1.4 HDi da 68 CV. Entro la fine dell'estate, però, la 207 Plus lascerà anche questi ultimi listini, lasciando a quel punto solo alla versione CC il compito di rappresentare ancora la 207 nella gamma Peugeot.

### La 207 SW

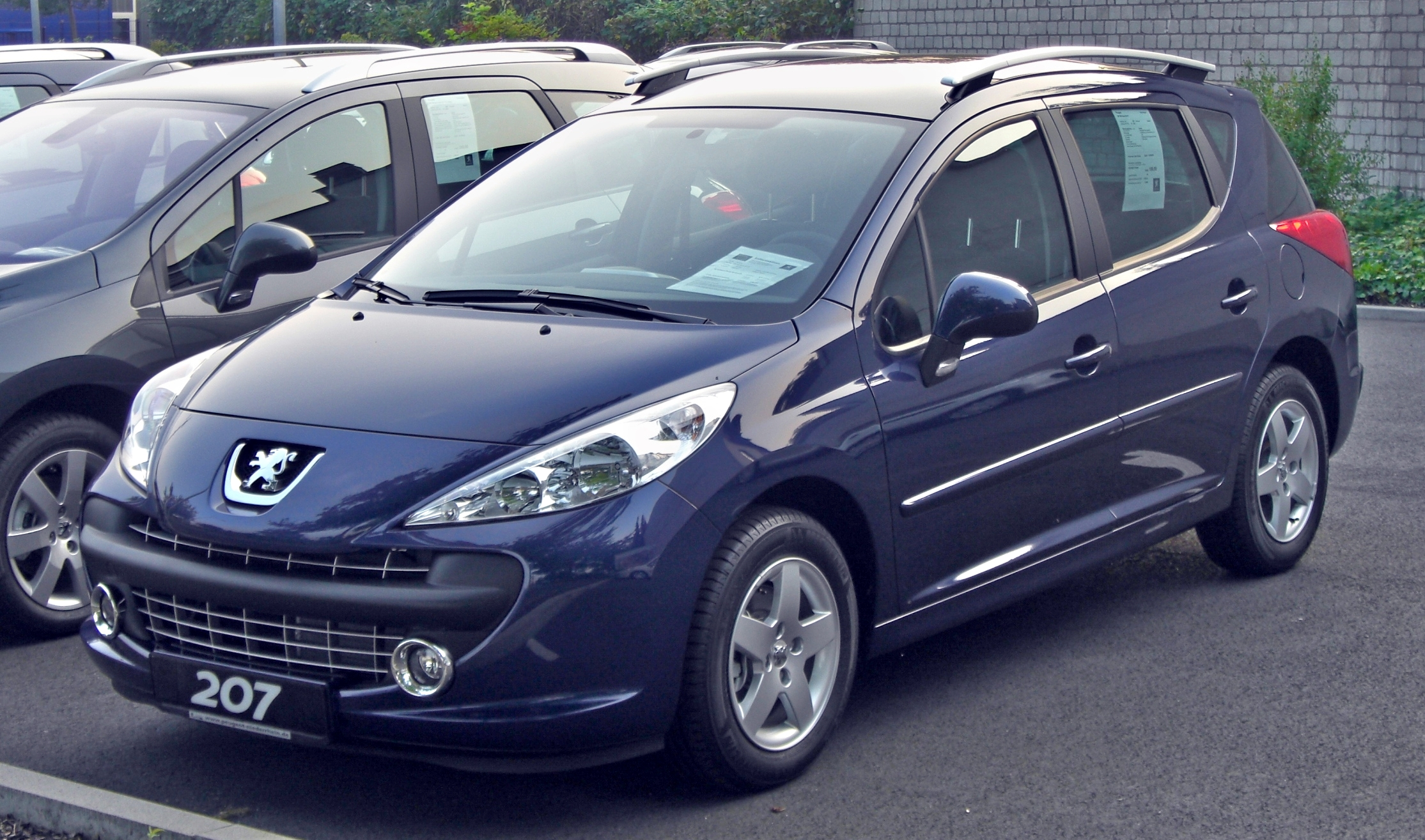
Una 207 SW

La 207 SW debutta nella primavera del 2007, un anno dopo il lancio della berlina, rispetto alla quale risulta più lunga di 12 cm. Destinata a sostituire la precedente 206 SW, la nuova giardinetta offre più spazio sia per i passeggeri (in particolare davanti), sia nel vano bagagli, dove la capacità sale a 357 litri ed ampliabile fino a 1.258 litri abbattendo lo schienale posteriore. Un'altra delle caratteristiche della 207 SW sta nel lunotto apribile, grazie al quale diventa possibile introdurre oggetti senza dover necessariamente aprire l'intero portellone. Esternamente, la 207 SW è caratterizzata dalla coda, ovviamente più voluminosa, e dotata di un montante posteriore inclinato all'indietro, sulla falsariga di quanto già fatto poco più di due anni prima sulla 407 SW. I fari posteriori, anch'essi ridisegnati, sono a forma di goccia e molto avvolgenti.
La gamma debutta in Italia con i seguenti motori:
- 1.4 8v: motore TU3 da 1360 cm³ e 73 CV;
- 1.4 16v: motore Prince da 1398 cm³ e 95 CV;
- 1.6 16v: motore Prince da 1598 cm³ e 120 CV;
- 1.6 HDi: motore DV6 da 1560 cm³ ed in due livelli di potenza: 90 CV o 109 CV.

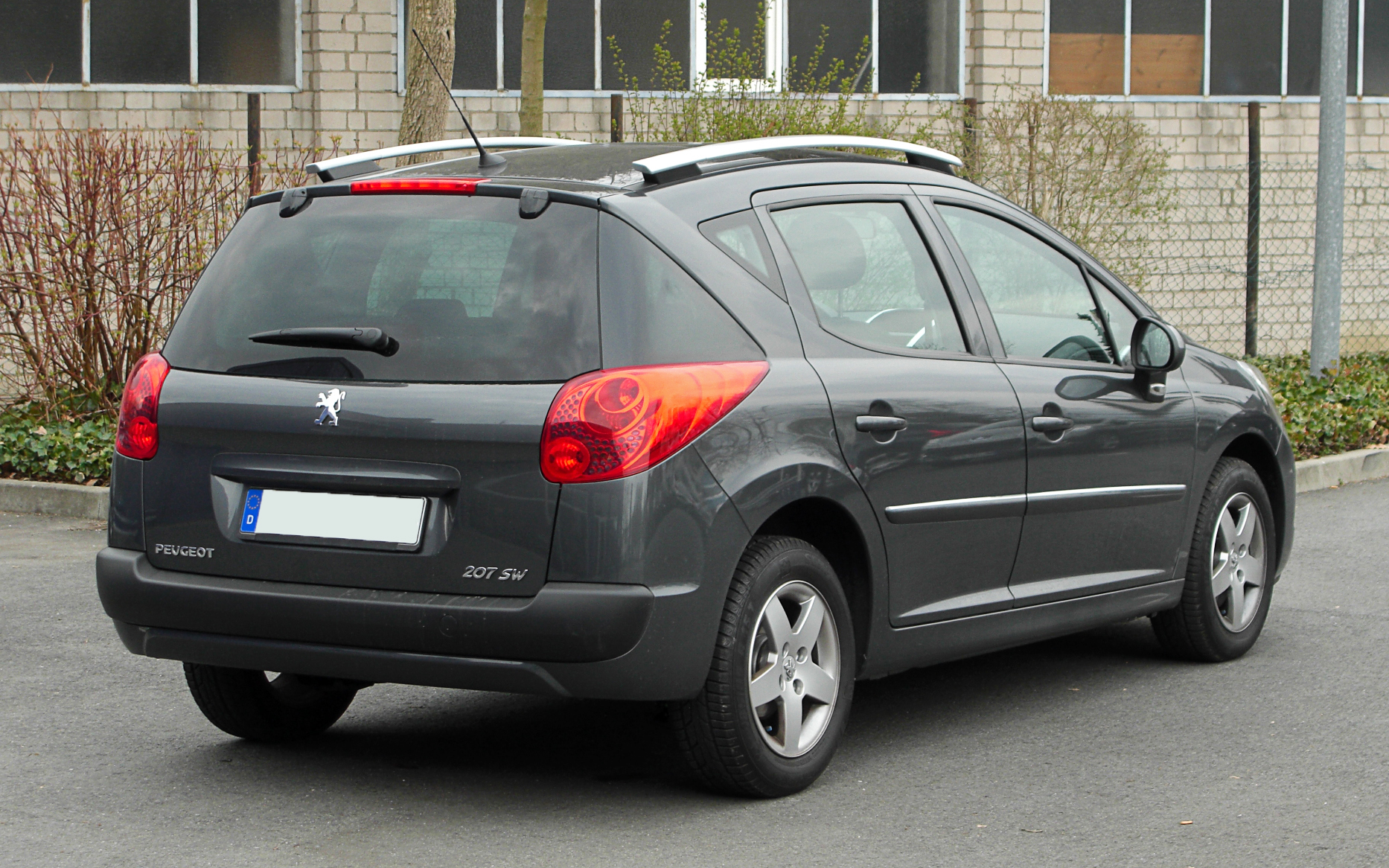
Posteriore di una Peugeot 207 SW restyling

La vettura non dispone quindi delle motorizzazioni 1.6 turbo, ma manca anche il piccolo 1.4 HDi da 68 CV, giudicato inadeguato per una vettura che a vuoto parte da una massa minima di 1.196 kg. In ogni caso, per un curioso scherzo delle differenze di aerodinamica tra la berlina e la SW, è proprio quest'ultima a spuntare prestazioni lievemente superiori nella maggior parte delle versioni (al contrario di quanto avviene di solito, e cioè che è la berlina ad essere leggermente più prestante della versione SW), specie per quanto riguarda l'accelerazione da 0 a 100 km/h.
Verso la fine del 2007, la gamma si arricchisce con l'arrivo della 207 SW Outdoor, una versione "simil-SUV" già presentata come concept poco prima del lancio della SW normale. Rispetto a quest'ultima, la 207 SW Outdoor differisce principalmente per la maggior altezza da terra e per gli scudi paraurti ed i fascioni in plastica grezza (non verniciata).
Il restyling di metà 2009 coinvolge anche la 207 SW, che riceve le stesse modifiche frontali della berlina. Dal punto di vista della gamma, esordisce la versione a GPL, spinta dal 1.4 monoalbero bi-fuel già introdotto sulla berlina. Inoltre, dall'inizio del 2010, il 1.6 HDi da 109 CV riceve un leggero aggiornamento e si porta a 112 CV di potenza massima. La SW esce dai listini a fine 2013, sostituita dalla Peugeot 2008: una piccola crossover.

### La 207 CC

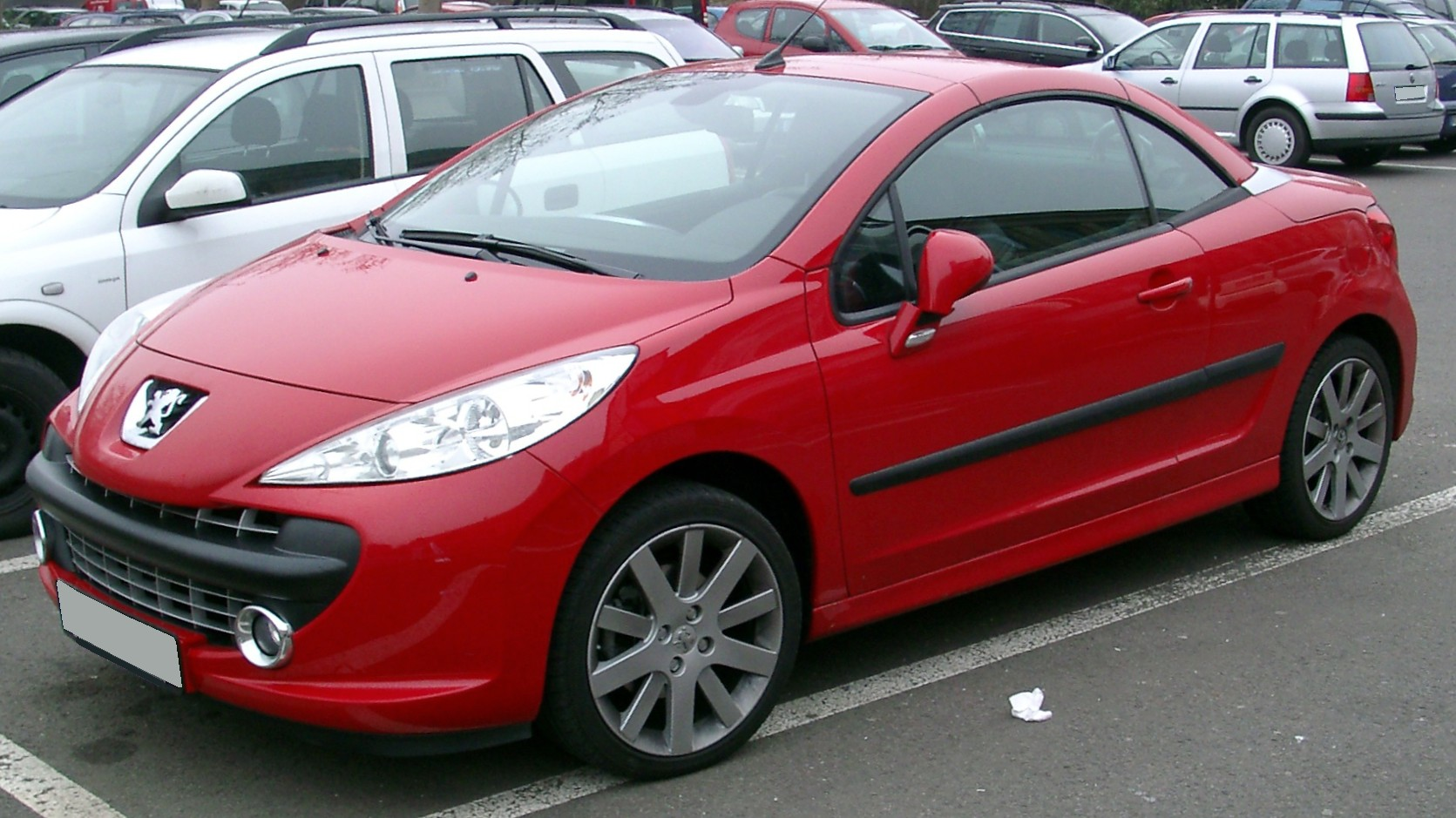
Una 207 CC in configurazione chiusa

La 207 CC viene lanciata a metà del 2007. Stilisticamente ed anche nelle proporzioni, la nuova coupé-cabriolet francese sembra riprendere in parte quanto già visto nel modello precedente, ossia la 206 CC. Cambiano ovviamente il frontale, dotato delle più moderne luci di forma allungata. La coda, invece, non è più caratterizzata dalla particolare zigrinatura e neppure dal portapacchi posteriore. Il tetto ripiegabile nel baule scompare in circa 25 secondi premendo l'apposito pulsante. Rimangono immutate caratteristiche di base come il parabrezza molto più inclinato rispetto a berlina e SW, allo scopo di ridurre al minimo la dimensione longitudinale per il tetto ripiegabile e per sottolineare il carattere sportivo della vettura. Una delle caratteristiche funzionali della 207 CC sta nel fatto che quando si sale o si scende dalla vettura i finestrini si abbassano automaticamente di qualche millimetro per permettere agli stessi di uscire dalla loro sede, costituita dalla guarnizione del tetto ripiegabile, soluzione analoga a molte vetture prive di cornice superiore al finestrino, come per esempio l'Alfa Romeo MiTo.

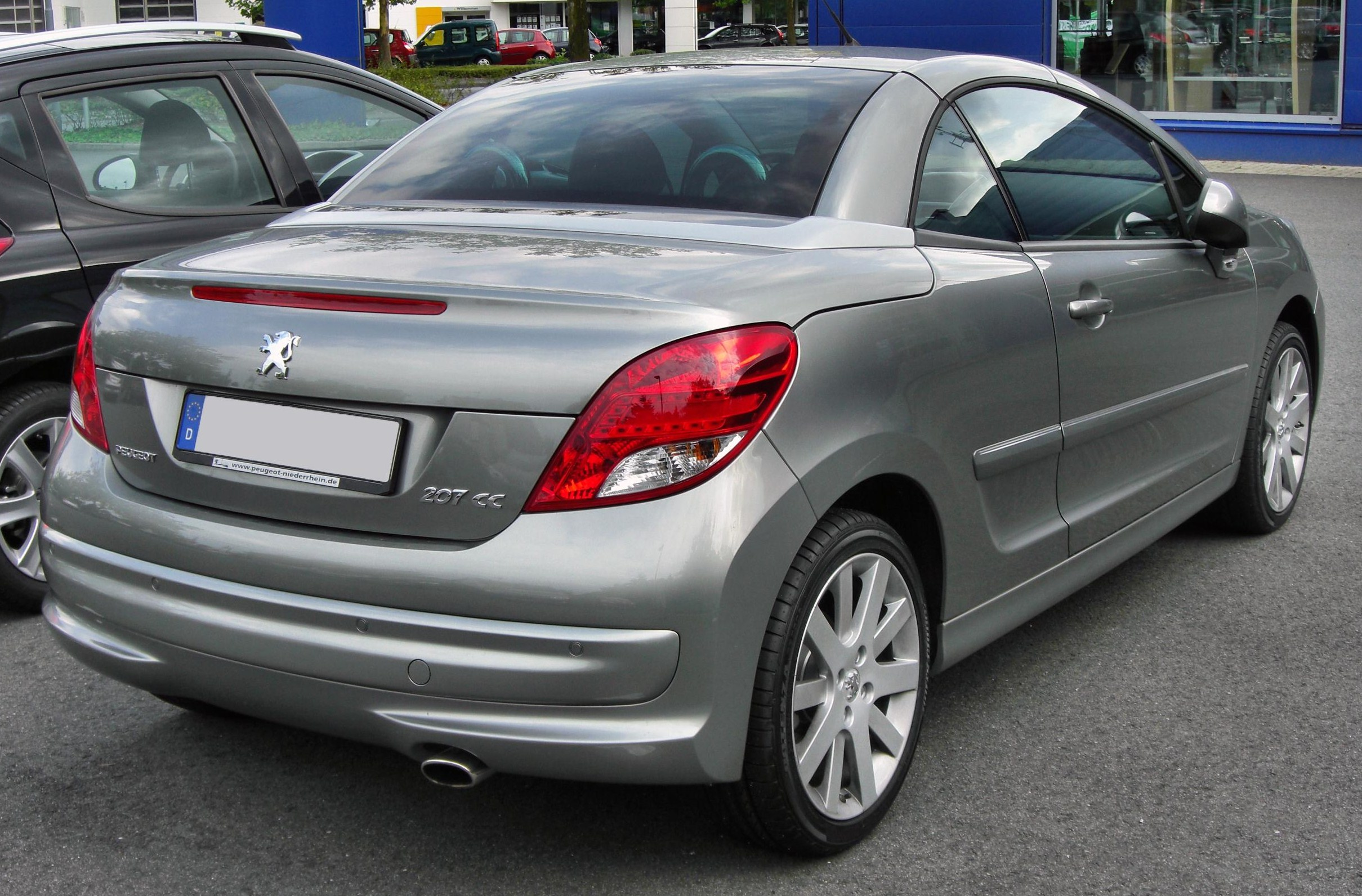
Posteriore di una Peugeot 207 CC restyling

La 207 CC viene proposta nelle motorizzazioni più brillanti, ad eccezione della motorizzazione "top" da 174 CV. Vengono quindi previste:
- 1.6 16v: motore Prince da 1598 cm³ e 120 CV;
- 1.6 16v THP: motore Prince da 1598 cm³, turbocompresso e con 150 CV;
- 1.6 HDi: motore diesel DV6 da 1560 cm³ con 109 CV.

Con il restyling del 2009, la 207 CC acquisisce il nuovo paraurti anteriore ed i fari posteriori a led. All'inizio del 2010, la versione THP da 150 CV sparisce dal listino, sostituita dalla nuova THP da 156 CV. Nello stesso periodo, la versione 1.6 HDi da 109 CV viene portata a 112 CV.
Dopo tali aggiornamenti non si sono avute altre novità, se non quelle relative alla riduzione progressiva della gamma: nel dicembre del 2013 è stata eliminata la versione THP da 156 CV, lasciando in vendita solo le versioni meno potenti. La 207 CC è stata così l'ultima delle varianti della gamma 207 ad uscire dai listini Peugeot. In molti mercati essa è già scomparsa, ma in quello francese rimane a listino fino a metà del 2015 con il 1.6 VTi da 120 CV ed il 1.6 HDi da 115.

## Caratteristiche e versioni
Di seguito vengono mostrate le principali caratteristiche delle varie versioni previste per la gamma 207.
| Peugeot 207 |             |          |                |                |                |                |                    |              |                     |                    |                      |                    |
| Modello | Carrozzeria | Motore   | Cilindrata cm³ | Potenza CV/rpm | Coppia Nm/rpm  | Cambio/N°marce | Massa a vuoto (kg) | Velocità max | Acceler. 0–100 km/h | Consumo (l/100 km) | Emissioni CO2 (g/km) | Anni di produzione |
| Versioni a benzina                                                                                                  |             |          |                |                |                |                |                    |              |                     |                    |                      |                    |
| 207 1.4 | berlina     | TU3JP    | 1360           | 73/5400        | 118/3300       | M/5            | 1.064              | 170          | 14"5                | 6.3                | 150                  | 2006-20141         |
| 207 1.4 | SW          | TU3JP    | 1360           | 73/5400        | 118/3300       | M/5            | 1.196              | 170          | 14"2                | 6.5                | 155                  | 2006-13            |
| 207 1.4 16v | berlina     | ET3      | 1360           | 88/5250        | 133/3250       | M/5            | 1.067              | 180          | 12"7                | 6.4                | 152                  | 2006-07            |
| 207 1.4 16v | berlina     | EP3      | 1397           | 95/6000        | 136/4000       | M/5            | 1.067              | 180          | 12"7                | 6.4                | 152                  | 2007-12            |
| 207 1.4 16v | SW          | EP3      | 1397           | 95/6000        | 136/4000       | M/5            | 1.215              | 185          | 11"8                | 6.3                | 150                  | 2007-13            |
| 207 1.6 16v | berlina     | TU5JP4   | 1587           | 110/5750       | 147/4000       | M/5            | 1.213              | 194          | 10"6                | 7                  | 166                  | 2006-07            |
| 207 1.6 16v | berlina     | EP6      | 1598           | 120/6000       | 160/4250       | M/5            | 1.200              | 200          | 11"1                | 6.1                | 145                  | 2007-12            |
| 207 1.6 16v | SW          | EP6      | 1598           | 120/6000       | 160/4250       | M/5            | 1.227              | 200          | 9"6                 | 6.3                | 150                  | 2007-13            |
| 207 1.6 16v | CC          | EP6      | 1598           | 120/6000       | 160/4250       | M/5            | 1.267              | 200          | 10"7                | 6.5                | 155                  | 2007-15            |
| 207 1.6 16v THP | berlina     | EP6DT    | 1598           | 150/5800       | 240/ 1400-5000 | M/5            | 1.216              | 210          | 8"1                 | 7                  | 166                  | 2007-08            |
| 207 1.6 16v THP | berlina     | EP6DT    | 1598           | 156/6000       | 240/ 1400-5000 | M/6            | 1.175              | 216          | 8"                  | 6.8                | 159                  | 2010-12            |
| 207 1.6 16v THP | CC          | EP6DT    | 1598           | 150/5800       | 240/ 1400-5000 | M/5            | 1.343              | 210          | 8"6                 | 7.2                | 171                  | 2007-10            |
| 207 1.6 16v THP | CC          | EP6DT    | 1598           | 156/6000       | 240/ 1400-5000 | M/6            | 1.334              | 220          | 8"5                 | 7.4                | 170                  | 2010-13            |
| 207 1.6 16v GTi | berlina     | EP6DTS   | 1598           | 174/5500       | 260/ 1700-4500 | M/5            | 1.250              | 220          | 7"1                 | 7.2                | 171                  | 2007-10            |
| Versioni diesel |             |          |                |                |                |                |                    |              |                     |                    |                      |                    |
| 207 1.4 HDi | berlina     | DV4TD    | 1398           | 68/4000        | 160/2000       | M/5            | 1.096              | 166          | 15"1                | 4.5                | 120                  | 2006-141           |
| 207 1.6 HDi | berlina     | DV6ATED4 | 1560           | 90/4000        | 215/1750       | M/5            | 1.129              | 182          | 11"2                | 4.5                | 120                  | 2006-09            |
| 207 1.6 HDi | SW          | DV6ATED4 | 1560           | 90/4000        | 215/1750       | M/5            | 1.191              | 182          | 11"5                | 4.6                | 123                  | 2007-09            |
| 207 1.6 HDi 99g | berlina     | DV6ATED4 | 1560           | 90/4000        | 215/1750       | M/5            | 1.129              | 185          | 11"5                | 3.8                | 99                   | 2009-12            |
| 207 1.6 HDi 92CV | berlina     | DV6D     | 1560           | 92/4000        | 230/1750       | M/5            | 1.114              | 183          | 11"9                | 4.2                | 110                  | 2010-12            |
| 207 1.6 HDi 92CV | SW          | DV6D     | 1560           | 92/4000        | 230/1750       | M/5            | 1.172              | 183          | 12"3                | 4.4                | 115                  | 2010-13            |
| 207 1.6 HDi 110CV                                                                                                   | berlina     | DV6TED4  | 1560           | 109/4000       | 240/1750       | M/5            | 1.169              | 193          | 10"1                | 4.8                | 126                  | 2006-10            |
| 207 1.6 HDi 110CV                                                                                                   | SW          | DV6TED4  | 1560           | 109/4000       | 240/1750       | M/5            | 1.200              | 193          | 10"3                | 5                  | 131                  | 2007-10            |
| 207 1.6 HDi 110CV                                                                                                   | CC          | DV6TED4  | 1560           | 109/4000       | 240/1750       | M/5            | 1.338              | 193          | 10"9                | 5.2                | 136                  | 2007-10            |
| 207 1.6 HDi 112CV                                                                                                   | berlina     | DV6C     | 1560           | 112/3600       | 270/1750       | M/6            | 1.115              | 193          | 10"6                | 4.5                | 117                  | 2010-12            |
| 207 1.6 HDi 112CV                                                                                                   | SW          | DV6C     | 1560           | 112/3600       | 270/1750       | M/6            | 1.186              | 192          | 11"                 | 4.6                | 131                  | 2010-13            |
| 207 1.6 HDi 112CV                                                                                                   | CC          | DV6C     | 1560           | 112/3600       | 270/1750       | M/6            | 1.325              | 197          | 11"6                | 4.8                | 125                  | 2010-15            |
| Versioni bi-fuel |             |          |                |                |                |                |                    |              |                     |                    |                      |                    |
| 207 1.4 Bi-fuel | berlina     | TU3JP    | 1360           | 73/5400        | 118/3300       | M/5            | 1.178              | 167          | 14"4                | 8                  | 127                  | 2008-142           |
| Note: 1dal marzo 2013 disponibile solo nella gamma 207 Plus 2dal gennaio 2013 disponibile solo nella gamma 207 Plus |             |          |                |                |                |                |                    |              |                     |                    |                      |                    |

## Edizioni speciali

### Energie
Agli inizi del 2008 debutta la Peugeot 207 "Energie", un allestimento dedicato della 207 abbinato al 1.6 Prince di nuova concezione in quanto nasce dalla collaborazione fra PSA e BMW, un propulsore montato anche sulla Mini.

### Roland Garros
Essendo sponsor del Roland Garros dal 1984, Peugeot continua la tradizionale denominazione di numerose serie speciali dei propri modelli. L'ultimo a ricevere tale denominazione è la 207 coupé-cabriolet. Limitato il numero degli esemplari a circa 50), presentava alcune personalizzazioni estetiche dedicate abbinate alle motorizzazioni 1.6 benzina VTi da 120 CV e 1.6 HDi da 110 CV con Fap.

### 200 Millesime
Introdotta nel 2010 in occasione del bicentenario della casa francese (che comunque nel 1810 non si occupava ancora di autovetture), viene proposta nelle motorizzazioni 1.4 8v da 73 CV (TU3), 1.4 16v da 90 CV (ET3), 1.4 HDi da 68 CV (DV4) e 1.6 HDi da 92CV (DV6). L'allestimento della 200 Millesime prevede esternamente la griglia anteriore cromata, modanature laterali con profilo cromato ed il logo 200 Millesime. È prevista anche per la 207 SW, che però non comprende la motorizzazione 1.4 8v benzina e la 1.4 HDi common rail.

### Le Mans Series
Edizione speciale, dedicata ai successi della Peugeot 908 HDi FAP nel campionato Le Mans Series, è basata sul modello GTI e le differenze da questo sono veramente minime. Tecnicamente sono uguali presentando lo stesso motore THP da 175 CV e gli accorgimenti tecnici necessari per supportare tale potenza già adottati dalla versione sportiva del modello. Le differenze riguardano l'allestimento e alcuni accorgimenti estetici. Questa versione è limitata a soli 2000 esemplari (500 in Italia) e ogni esemplare presenta nella razza verticale del volante una placchetta con il numero di serie. La 207 Le Mans Series è disponibile solo in due colori, nero ossidiana e bianco banchisa con entrambe dotate di una livrea che presenta una striscia verticale rossa che parte dal logo Peugeot sull'anteriore che si protrae fino al tetto; inoltre sulle portiere è presente un adesivo con riportato un leone stilizzato.

## La 207 nello Sport

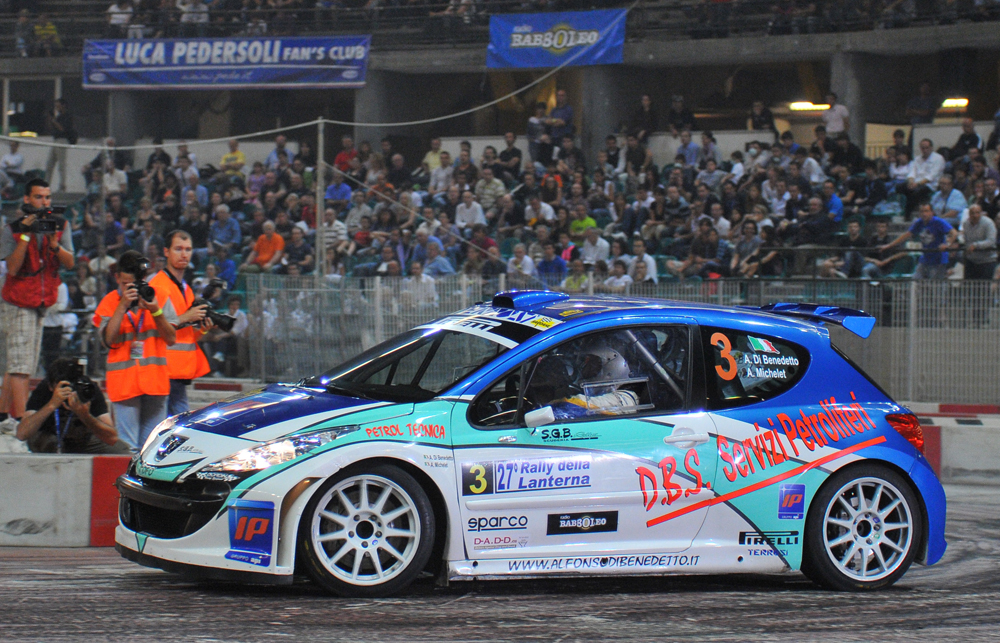
Peugeot 207 S2000

Nel 2007, la Peugeot 207 ha esordito nell'IRC, campionato internazionale di rally riservato alle vetture piccole.
Nel 2008 e nel 2009, è stata impiegata anche in vari altri campionati di rally tra cui il Campionato Italiano Rally, il Campionato Europeo e L'IRC. Nel 2008 Campioni d'Italia e d'Europa con la 207 S2000 con la coppia Rossetti-Chiarcossi. Nel 2009 mentre Mekee si è aggiudicato l'IRC Paolo Andreucci ha vinto il CIR in coppia con Anna Andreussi. Andreucci-Andreussi si sono ripetuti poi nel 2010, 2011 e 2012 conquistando ancora il titolo Italiano.